# Król włóczęgów (operetka)
Król włóczęgów (ang. The Vagabond King) – opera komiczna Rudolfa Frimla w czterech aktach. Libretto zostało napisane przez Briana Hookera i  Williama H. Posta.  Prapremiera odbyła się w Nowym Jorku w dniu 21 września 1925.

## Pierwowzór
Libretto powstało na podstawie sztuki Justina McCarthy'ego pt. If I Were King (1901).

## Treść
Akcja rozgrywa się w Paryżu w drugiej połowie XV w. Jej tłem jest konflikt między Francją a Burgundią (lata 1465–1477). Bohaterami są postacie historyczne:
- poeta François Villon (tytułowy król włóczęgów)
- król Ludwik XI

oraz fikcyjne
- Katarzyna de Vaucelles - dama dworu, obiekt westchnień Villona i Ludwika XI,
- Thibaut de Vitry - narzeczony Katarzyny, protegowany księcia Burgundii,
- Tabarin - przyjaciel Villona,
- Hugette - dziewczyna zakochana bez wzajemności w Villonie
- Tristan - dworzanin królewski
- Noël i René - zausznicy Thibauta de Vitry

### Akt I
Villon podczas zabawy w oberży "Pod Szyszką" wychyla kielich na pochybel Burgundczykom i oskarża króla o to, że zajmuje się błahostkami, gdy wróg stoi u bram. Wypowiada słowa: Gdybym to ja był królem, wroga by już dawno diabli wzięli! Przemowę tę słyszy król Ludwik XI, który uczestniczy w zabawie incognito. Wtem nadchodzi Tabarin z pomyślnymi wiadomościami: Katarzyna de Vaucelles chce zostać przyjaciółką VIllona i prosi go o pomoc. Jej zmartwieniem jest to, że zmuszają ją do małżeństwa z panem de Vitry, który jako protegowany księcia Burgundii chodzi po paryskich oberżach i przekupstwem próbuje namówić paryżan na zdradę króla. Villon przyrzeka zemstę na panu de Vitry. Katarzyna na pamiątkę spotania dale Villonowi kwiat róży. Nadchodzi sam pan de Vitry: Katarzyna usuwa się, a Villon, udając pijanego, wszczyna kłótnię. De Vitry wzywa oddział łuczników i już chce uwięzić Villona, jednak na przeszkodzie staje interwencja króla Ludwika XI. Król ujawnia swoją tożsamość i poleca sprowadzić Villona do pałacu. Jego plan jest taki: każe oszołomić Villona środkami nasennymi, a następnie przebrać go w piękne szaty i ułożyć w komnacie, a nazajutrz - mianować marszałkiem dworu.

### Akt II
Król Ludwik XI próbuje zalecać się do Katarzyny, ona jednak prosi jedynie o łaskę dla Villona, słyszała bowiem, że ma on zostać powieszony za wczorajszą awanturę. Tymczasem Villon budzi się w komnacie jako marszałek dworu, hrabia de Montcobier. Król wyjaśnia mu dalszą część planu: ponieważ Villon twierdził wczoraj, że byłby lepszym królem od niego, zatem otrzymuje władzę nad Francją na jedną dobę. Może podejmować wszystkie decyzje, jednak ostatnią z nich będzie skazanie Villona na szubienicę - nikt bowiem nie może bezkarnie równać się z królem Francji. Villon może jeszcze wycofać się w układu, jednak słysząc z oddali śpiew pięknej Katarzyny - postanawia zostać. Zdradza swoją tożsamość jedynie Tabarinowi. Przyjmuje również Katarzynę, proszącą o łaskę do Villona. Tej podoba się marszałek, bo przypomina jej Villona. Król wścieka się na fali zazdrości wprowadza dodatkowy punkt do układu: Villon, jeśli przed upływem nocy zdobędzie serce Katarzyny - ocali życie i otrzyma ją za żonę. Villon-marszałek kpi z Burgundczyków i zapowiada na wieczór wielki bal maskowy (w rzeczywistości jest to mistyfikacja - Villon zorganizuje silną obronę miasta licząc, że Burgundczycy wpadną w pułapkę).

### Akt III
Trwa bal maskowy. Zausznicy Thibauta de Vitry namawiają Huguette, dziewczynę zakochaną w Villonie, by zamordowała marszałka dworu a następnie dworu. Wmawiają jej, że marszałek domaga się ścięcia Villona. Tymczasem Villon z Tabarinem omawiają plan walki z Burgundczykami. Nadchodzi Katarzyna i wyznaje miłość marszałkowi de Montcobier. Nadchodzi również zakapturzona Hugette i próbuje dokonać zamachu. Villon unieszkodliwia ją i ujawnia swoją prawdziwą tożsamość. Hugette opowiada o planowanej zbrodni. Villon wraz z Tabarinem udaremniają zamach, ratując królowi życie. Wydają również w jego ręce zdrajców - zauszników pana de Vitry. Król jest wdzięczny za uratowanie życia, przypomina jednak, że o życiu Villona, zgodnie z układem, zadecyduje serce Katarzyny. Niestety - Katarzyna jest wściekła, że Villon ją oszukał.

### Akt IV
Na murach obronnych trwają przygotowania do starcia z Burgundczykami. Villon rozwiewa nadzieje Hugette, oferując jej jedynie przyjaźń. Nazajutrz Paryż świętuje zwycięstwo. Nad Villonem ciąży wizja szubienicy. Katarzyna ostatni raz prosi króla o łaskę dla niego i dowiaduje się o szczegółach całego układu - tylko jej miłość może ocalić mu życie (małżeństwo albo stryczek). Nadchodzi Villon: rzuca królowi pod nogi zdobyty sztandar Burgundii i, jako człowiek honorowy, wstępuje na szubienicę, by dotrzymać warunków układu. Odrzuca nawet poświęcenie Tabarina, który ofiarowuje się umrzeć za niego. W ostatniej chwili jednak Katarzyna zmienia decyzję: On będzie żył! Wasza królewska mość rozkaże mnichom, żeby nas złączyli węzłem małżeńskim tutaj - u stóp szubienicy!

## Król włóczęgóww Polsce
Premiera polska odbyła się w Warszawie w dniu 3 czerwca 1937. Adaptacji utworu na język polski dokonał Tadeusz Sygietyński. Teksty piosenek przełożył na język polski Julian Tuwim.
Następnie wystawiano Króla włóczęgów m.in. w:
- Teatrze Wielkim we Lwowie (1937, reż. Janusz Warnecki)
- Teatrze Rozmaitości Jar w Warszawie (1943, reż. Stanisław Daniłowicz)

- Teatrze Komedii Muzycznej w Wilnie (1944, reż. Mieczysław Dowmunt)
- Teatrze Komedii Muzycznej "Lutnia" w Łodzi (1946, reż. Jan Kochanowicz)
- Teatrze Starym w Krakowie (1946, reż. Janusz Warnecki)
- Scenie Muzyczno-Operowej w Warszawie (1948, reż. Zbigniew Sawan)
- Operetce Śląskiej w Gliwicach (1957, reż. Danuta Baduszkowa)
- Operetce Warszawskiej (1959, reż. Janusz Warnecki i Elwira Turska)
- Operetce w Szczecinie (1960, reż. Jerzy Ronard Bujański)
- Operetce w Łodzi (1961, reż. Danuta Baduszkowa)
- Teatrze Muzycznym w Gdyni (1961, reż. Aleksander Długosz)
- Teatrze Komedia w Warszawie (1966, reż. Wojciech Siemion)
- Operetce Dolnośląskiej we Wrocławiu (1968, reż. Barbara Kostrzewska)
- Teatrze Muzycznym w Poznaniu (1980, reż. Ryszard Ronczewski)
- Operze i Operetce w Krakowie (1984, reż. Włodzimierz Gawroński)
- Teatrze Muzycznym w Gliwicach (1997, reż. Jan Szurmiej)